# England and Wales Precipitation
L’England and Wales Precipitation (abrégé EWP - en français Enregistrement des précipitations en Angleterre et au Pays de Galles) est un ensemble de données climatologiques qui a été initialement publié dans la revue British Rainfall en 1931 et mis à jour sous une forme considérablement révisée par un certain nombre de climatologues, dont Janice Lough, Tom Wigley et le climatologue Philip Douglas Jones au cours des années 1970 et 1980. Les précipitations moyennes mensuelles et les chutes de neige pour la région de l'Angleterre et du Pays de Galles sont données (en millimètres) de l'année 1766 à nos jours, bien que l'ensemble de données original de 1931 remonte à 1727.

## Qualité des données
La série des précipitations en Angleterre et au Pays de Galles pour ses premières années était basée sur le travail d'observateurs amateurs dont les observations ont été recueillies par George James Symons dans British Rainfall et analysées de manière approfondie en 1931 pour former une série mensuelle remontant à 1727. Une analyse détaillée au début des années 1980 a montré, grâce à l'analyse en composantes principales, que l'Angleterre et le Pays de Galles pouvaient être divisés climatologiquement en cinq régions correspondant étroitement aux divisions météorologiques actuelles; cependant, en raison de l'absence de données du sud-ouest de l'Angleterre entre 1813 et 1816 et du nord-ouest de l'Angleterre avant 1766, la série moderne commence en janvier 1766. Des données distinctes pour chaque région d'Angleterre ne remontent qu'à 1873.
Une analyse récente suggère que les données rares (outre l'absence de données du sud-ouest de l'Angleterre pendant quatre ans, une seule station a été utilisée par région jusqu'aux années 1820) des premières années peuvent conduire à un biais vers des conditions plus sèches puisque les zones plus hautes et plus humides ne sont probablement pas pris en compte. Il a également été suggéré que bon nombre des valeurs parmi les plus anciennes, aux alentours de 1780 et pendant quelques années vers 1800, et entre 1809 et 1813, sont peu fiables au regard des estimations réalisées par AF Jenkinson de l'Université d'East Anglia.

## Tendances révélées par la série
Les recherches sur la série EWP depuis sa compilation ont révélé que, dans l'ensemble, les précipitations annuelles n'ont pas changé de manière significative malgré certaines suggestions d'une tendance à la hausse, mais que les précipitations semestrielles en hiver ont considérablement augmenté, en particulier dans les régions les plus au nord de l'Angleterre. Jusqu'en 2000, les précipitations estivales, en particulier en juillet et en août, sur le sud de l'Angleterre, ont accusé une baisse substantielle ; cependant, les étés très humides de 2007 et 2012 peuvent suggérer qu'il ne s'agit pas d'un changement permanent. Néanmoins, on sait que le maximum de précipitations en automne (typique des climats maritimes des hautes latitudes) s'est déplacé vers une date plus tardive depuis les années 1960, surtout par rapport aux années 1890.